# Psammomoya implexa
Psammomoya implexa är en benvedsväxtart som beskrevs av Keighery. Psammomoya implexa ingår i släktet Psammomoya och familjen Celastraceae. Inga underarter finns listade.